# 쇼니 마사스케
쇼니 마사스케(少弐政資, しょうに まさすけ)는 일본 무로마치 시대(室町時代)에서 센고쿠 시대(戦国時代) 초기에 걸쳐 활약한 무장으로 쇼니씨(少弐氏)의 15대 당주이다. 지쿠젠국(筑前国) 다카조 성(高祖城)의 성주로 처음 이름은 요리타다(頼忠)였으며 아버지 사후 가독을 이을 무렵 무로마치 막부(室町幕府)의 8대 쇼군(将軍)인 아시카가 요시마사(足利義政)로부터 이름자 한 자를 받아서 마사히사(政尚)라 하였다가, 훗날 다시 마사스케로 고쳤다.

## 약력
무로마치 막부와 그 기관인 규슈 단다이(九州探題) 시부카와 씨(渋川氏), 그리고 이들을 배경으로 삼은 스오국(周防国)의 슈고 다이묘(守護大名) 오우치 씨(大内氏)와는 오랜 기간 대립하고 있던 쇼니 씨였으나, 오닌(応仁) 원년(1467년)부터 시작된 오닌의 난(応仁の乱)에서는 오우치가 서군에 서고 쇼니 노리요리 ・ 마사스케 부자는 동군의 호소카와 씨(細川氏)에 접근, 막부로 복귀하였다. 이듬해인 오닌 2년(1468년) 규슈에서 봉기한 아버지가 오우치 씨에게 패하고 전사, 마사스케가 가독을 이었다.
마사스케는 오우치 씨에게 빼앗긴 지쿠젠(筑前), 부젠국(豊前国)을 회복하고 경제적으로는 조선이나 명과의 교역을 빈번하게 실시함으로써 이익을 얻었으며, 또한 훗날에는 히젠국(肥前国)의 규슈 지바 씨(九州千葉氏)의 내분을 틈타서 자신의 동생을 당주로 보내어 지바 다네스케(千葉胤資)라는 이름을 쓰게 하였다. 그렇게 해서 쇼니 씨를 일시적으로 중흥시켰다.
그러나 오랜 기간 쇼니 씨의 맹우였던 쓰시마국(対馬国)의 소 사다쿠니(宗貞国)의 이반을 허용해버렸고 또한 오닌의 난이 끝난 뒤에 오우치 마사히로(大内政弘)가 다시금 기타큐슈로의 침공을 시작해 열세에 몰렸으며, 마사히로의 아들 요시오키(義興)의 대에는 규슈 단다이 시부카와 다다시게(渋川尹繁)와 함께 막부로부터 마사스케 추토 명령을 얻은 오우치 씨 ・ 시부카와 씨 연합군의 전면 공격으로 지쿠젠을 버리고 히젠으로 물러났고, 집요한 추격 끝에 산하 고쿠진(国人) 다쿠 씨(多久氏)의 거성(居城)인 가지미네 성(梶峰城)에 거점을 두었으나, 다쿠 무네토키(多久宗時)의 배신으로 이곳에서도 쫓겨났으며 센쇼지(専称寺)에서 자해하였다.
외아들 다카스케(高経)는 마사스케와 함께 공격당해 죽었고 셋째 아들 스케모토(資元)가 히젠의 쇼니 씨 서류(庶流)인 요코타케 스케사다(横岳資貞)를 의지해 달아났고 쇼니 씨는 겨우 존속할 수 있었다.
죽기 직전에 쇼니 마사스케는 사세(辞世)의 노래로 「꽃잎이 지고 기다렸던 바람도 불지 않으니 호시절 오지 않는 봄날의 저녁」(花ぞ散る　思へば風の　科ならず　時至りぬる　春の夕暮)라고 읊었다고 한다.

## 센쇼지의 쇼니 마사스케와 매화꽃
쇼니 마사스케가 할복 자결한 센쇼지는 사가현(佐賀県) 다쿠시(多久市)에 소재하고 있으며, 다이묘 쇼니 마사스케에 얽힌 전설을 전하고 있다.
쇼니 마사스케는 히젠(肥前)・지쿠젠(筑前)・부젠(豊前)과 이키(壱岐) ・ 쓰시마를 지배하에 두었던 3전 2도의 태수(三前二島の太守)라는 우러름을 받았고, 렌카(連歌) 모임에서 「아침의 새의 서리내린 밤에 잠이 든 햇빛」(朝鳥の霜夜に睡る日影かな)이라는 노래를 읊어서 「아침새의 쇼니 도노」(朝鳥の少弐どの)라고 불릴 정도였다.
메이오 6년(1497년) 오우치 요시오키의 대군에 패하고 다자이후(大宰府)에서 쫓겨난 뒤, 히젠 하루키 성(晴気城)의 성주인 동생 지바 다네스케를 의지해 성으로 들어 갔지만, 그곳도 바람 앞의 등불이나 다름없는 위태로운 신세였다. 이곳의 싸움은 자신에게 맡기라며 죽음을 각오한 다네스케의 권유로 4월 18일 한밤중에 달아난 마사스케가 의지할 곳은 이치케도코로(一ヶ所)밖에 없었다.
가지미네 성(梶峰城)의 성주 다쿠 무네토키와는 마사스케가 그의 딸 기쿄(桔梗)를 아내로 맞았는데, 금슬이 좋았다. 싸움에 앞서 마사스케는 젊은 아내 기쿄를 다쿠 무네토키에게 맡기고 출정했었다. 19일 새벽쯤에 겨우 도착한 가지미네 성에서 마사쓰네는 문을 두드리며 「기쿄、기쿄는 없는가?」라고 외쳤으나, 날이 밝아서야 닫힌 문 너머에서 「성으로 들일 수는 없습니다. 오우치에게 넘겨주지 않는 것이 그나마의 인정이오니, 제발 여기서 깨끗이 자해하시기 바랍니다」 라는 소리만 들려왔다. 사실 무네토키는 오우치 요시오키로부터 「마사스케를 숨겨준다면 마사스케와 함께 쳐서 멸망시켜버리겠다」는 최후 통첩을 받은 상태였다. 무네토키에게는 오우치와 맞설 힘이 없었다. 제발 남편을 숨겨달라는 기쿄의 애원에도 불구하고 「잘 알아두어라. 한 사람의 목숨과 여러 명의 목숨은 서로 바꿀 수 없음이니」라고 대답했다. 마사스케는 「잘 알겠소. 그러나 기쿄를 한 번만 보게 해 주오.」라고 부탁했지만 이마저도 대답이 없었고, 성문을 등진 마사스케는 기쿄에게 작별을 고하는 말 한마디를 중얼거리고 돌아섰다.
인근의 센소지로 간 마사스케는 그 날 저녁 무렵 사세구를 남긴 뒤, 허리주머니에서 우메보시를 꺼내 씹어서 으깬 씨앗을 땅에 내동댕이치고 「너에게 마음이라는 것이 있다면 내 몸을 대신해서 싹을 틔우고 봄마다 꽃을 피워라」라고 중얼거린 다음 평평한 돌에 허리를 숙이고 배를 가른 뒤에 목을 그어 자결하였다. 향년 57세였다.
마사스케가 죽은 이듬해 신기하게도 그 매화의 싹이 돋아 해마다 자라났고, 초여름에는 푸른 열매를 맺었는데, 이 매실에는 핵이 갈라진 채로 들어 있는 것도 섞여 있어서 언제부터인가 사네와레우메(核割れ梅, 씨앗 나뉜 매화)라는 이름이 붙었다. 현지 사람들은 「다네와레우메」(たね割れ梅)라고 부른다.

## 출전
- 『別本少弐系図』
- 『萩藩閥閲録』
- 『北肥戦誌』

| 전임 쇼니 노리요리 | 제15대 쇼니씨 당주 | 후임 쇼니 스케모토 |